# Men (film 1918)
Men è un film muto del 1918 diretto da Perry N. Vekroff che aveva come interpreti Anna Lehr, Gertrude McCoy, Charlotte Walker, Robert Cain, Huntley Gordon.
Il regista firmò anche la sceneggiatura insieme a H.S. Sheldon, autore dell'omonimo lavoro teatrale andato in scena in prima a New York il 1º maggio 1916 del quale il film fu l'adattamento cinematografico.

## Trama
Il ricco signor Fairbanks, per alleviare la condizione disperata in cui è caduta sua moglie dopo la perdita del loro bambino, adotta la piccola Alice, una delle due figlie della signora Burton che, troppo povera per allevarle, si vede costretta a cederne una per poter sopravvivere. Con lei, resta l'altra bambina, Laura. Le due sorelle crescono ignare una dell'esistenza dell'altra. Ormai adulte, ambedue incontrano per caso lo stesso uomo, Roger Hamilton, restandone tutte e due coinvolte sentimentalmente. Hamilton, uomo fatuo e poco affidabile, diventa intimo di Laura e promette di sposarla. Ma è attirato irresistibilmente dalla ricchezza di Alice che, però, è già fidanzata. Quando un giorno lei e Tom, il suo innamorato, litigano, lui subito ne approfitta per chiederle di sposarlo. Il giorno delle nozze, Laura confessa alla madre la sua relazione con Hamilton. La signora Burton, allora, si precipita in chiesa, interrompendo la cerimonia e smascherando lo scellerato seduttore. Alice torna da Tom, mentre Laura sposa Anthony Gerard, un artista che da sempre è innamorato di lei.

## Produzione
Il film fu prodotto dalla Bacon-Backer Film Corp.

## Distribuzione
Distribuito dalla U.S. Exhibitors' Booking Corp. e Foursquare Pictures, il film uscì nelle sale statunitensi il 15 maggio 1918.
Non si conoscono copie ancora esistenti della pellicola che viene considerata presumibilmente perduta.